# Denis Lebrun
Ne doit pas être confondu avec Denis Lebrun (avocat).
Denis Lebrun, né le 10 juillet 1944 à Albanel, au Canada, était un poète, un conteur ainsi qu’un auteur-compositeur-interprète québécois. Il publiera 2 recueils de poésie, le premier, Du Sable et des cendres, lancé en 1966, quelques mois seulement avant son décès, et le second, Le Temps d’entre deux pas, publié par la famille à titre posthume.
Jeune poète destiné à connaître le succès, il a été ravi aux siens à 22 ans seulement, en 1966. De nombreux écrits qu’il a rédigé n’ont jamais été publiés. En moins de 6 ans d’écriture, il aura rédigé au total 2 recueils de poésie, 30 chansons, 20 nouvelles, 9 contes de Noël, 3 contes de Pâques, 7 pièces de théâtre, 29 poèmes non-publiés et un roman inachevé.

## Biographie

### Enfance
Denis Lebrun est né le 10 juillet 1944 dans le village d’Albanel, au Saguenay-Lac-Saint-Jean (Québec, Canada). Il est l’aîné d’une famille de 10 enfants, dont 4 filles et 5 frères, Gisèle, Maurice, Camil, Diane, Alain, Gérald, Lise, Johanne et Joseph qui n’a vécu que 2 jours.
Il assiste ses parents, Louis Lebrun, cultivateur, et Jeannine Gobeil, dans les travaux sur la ferme familiale, tout comme ses frères et sœurs, même s’il y trouve peu d’intérêt. La ferme familiale abrite notamment 30 vaches laitières, ainsi que des poules et des porcs.

### Études et carrière
En septembre 1957, Denis Lebrun débute son cours classique au petit Séminaire de Chicoutimi et c’est à cette époque qu’il confirme sa passion pour la lecture.
Peu à peu, il se tourne vers l’écriture, à l’âge de 17 ans, et participe à des concours organisés dans la région. En 1961, il remporte le 1er prix avec le conte Le Noël de Renart diffusé sur les ondes de CBJ à Chicoutimi. Le jeune auteur compose des nouvelles, des billets humoristiques et des poèmes qui paraissent dans des recueils, des journaux ou à la radio. En 1962, le Progrès du Saguenay attribue le 1er prix à son texte Les diables ne sont pas tous en enfer à l’occasion de son concours de contes de Noël et partage le conte dans l’édition du journal de décembre.
À son entrée à la Faculté des Lettres de l’Université Laval, la carrière de Denis prend une lancée avec sa participation au concours des Jeunes auteurs de Radio-Canada. Sa nouvelle intitulée Le Timbre-poste décroche le 3e prix dans sa catégorie en 1966 et est publiée dans un ouvrage collectif dédié aux textes gagnants.
En avril de la même année, Denis Lebrun publie son premier recueil de poésie, à 21 ans, Du Sable et des cendres, chez Les Éditions sans le sou de Montréal. Le Progrès-Dimanche le qualifie d’œuvre « teintée d’émotions fortes et de sentiments riches » dans l’article relatant la soirée de lancement en mai 1966. On présente également l’auteur comme quelqu’un au « petit air timide [qui] laisse entrevoir une grande sensibilité », en plus de noter « Denis est brillant et déjà la preuve est là. »
Il enregistre sa musique sur ruban dont il est l’auteur-compositeur-interprète, dans sa chambre, à la maison, mais ses chansons ne seront jamais endisquées.

### Fin de sa vie
À la fin de sa première année d’études universitaires, la maladie frappe brusquement. En juin 1966, Denis est hospitalisé pour un cancer des poumons et il décède le 8 septembre 1966 à Dolbeau (Dolbeau-Mistassini), à 22 ans et 2 mois.
Plusieurs lui ont rendu hommage à titre posthume, dont l’actrice et écrivaine Louise Portal. Ses parents ont fait paraître son 2e recueil de poésie, Le Temps d’entre deux pas, en 1968. Plus récemment, la Bibliothèque Denis-Lebrun a été inaugurée à Albanel en 2016, commémorant ainsi le 50e anniversaire du décès du jeune poète.

## Œuvres

### Œuvres publiées

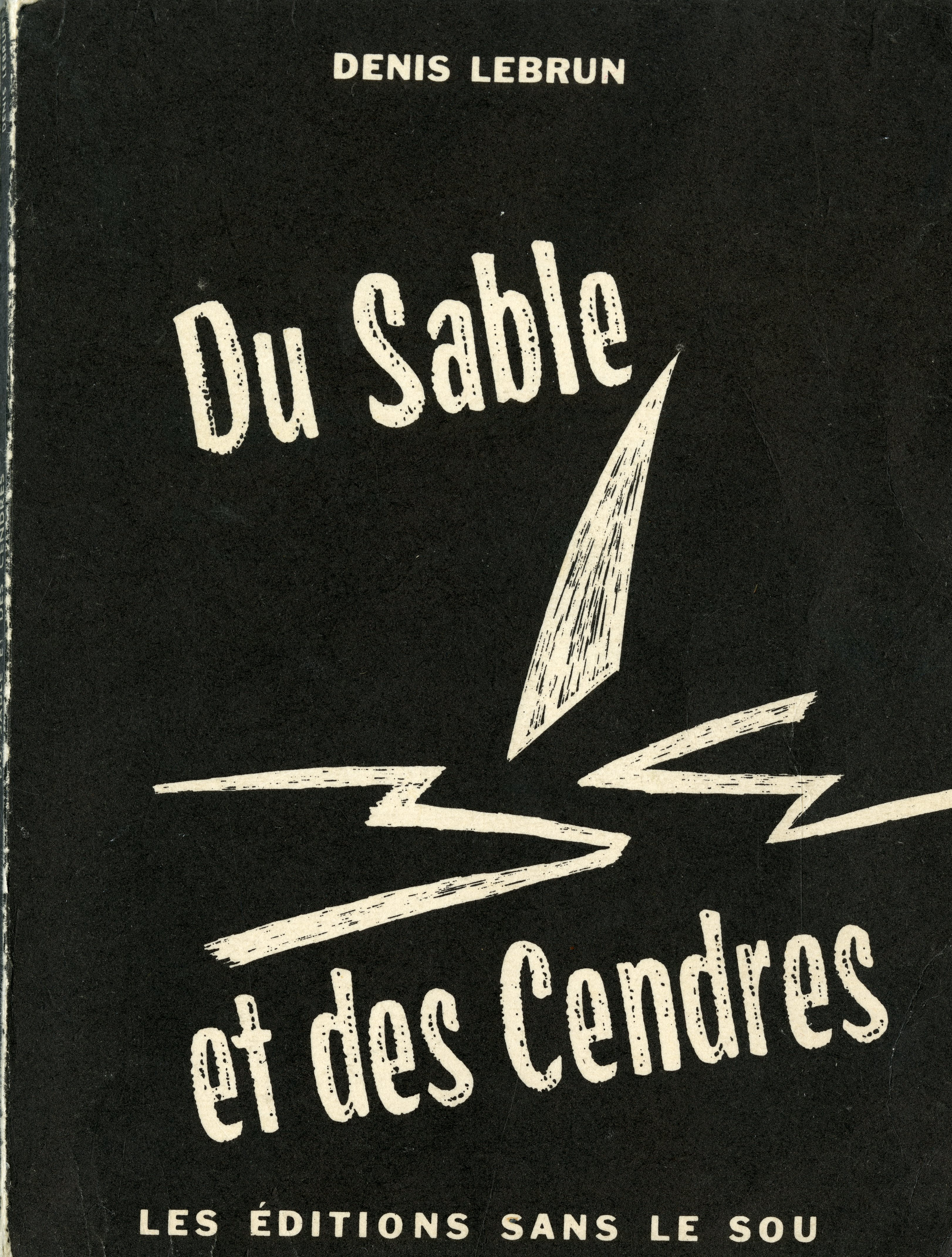
Du Sable et des Cendres, par Denis Lebrun, 1966

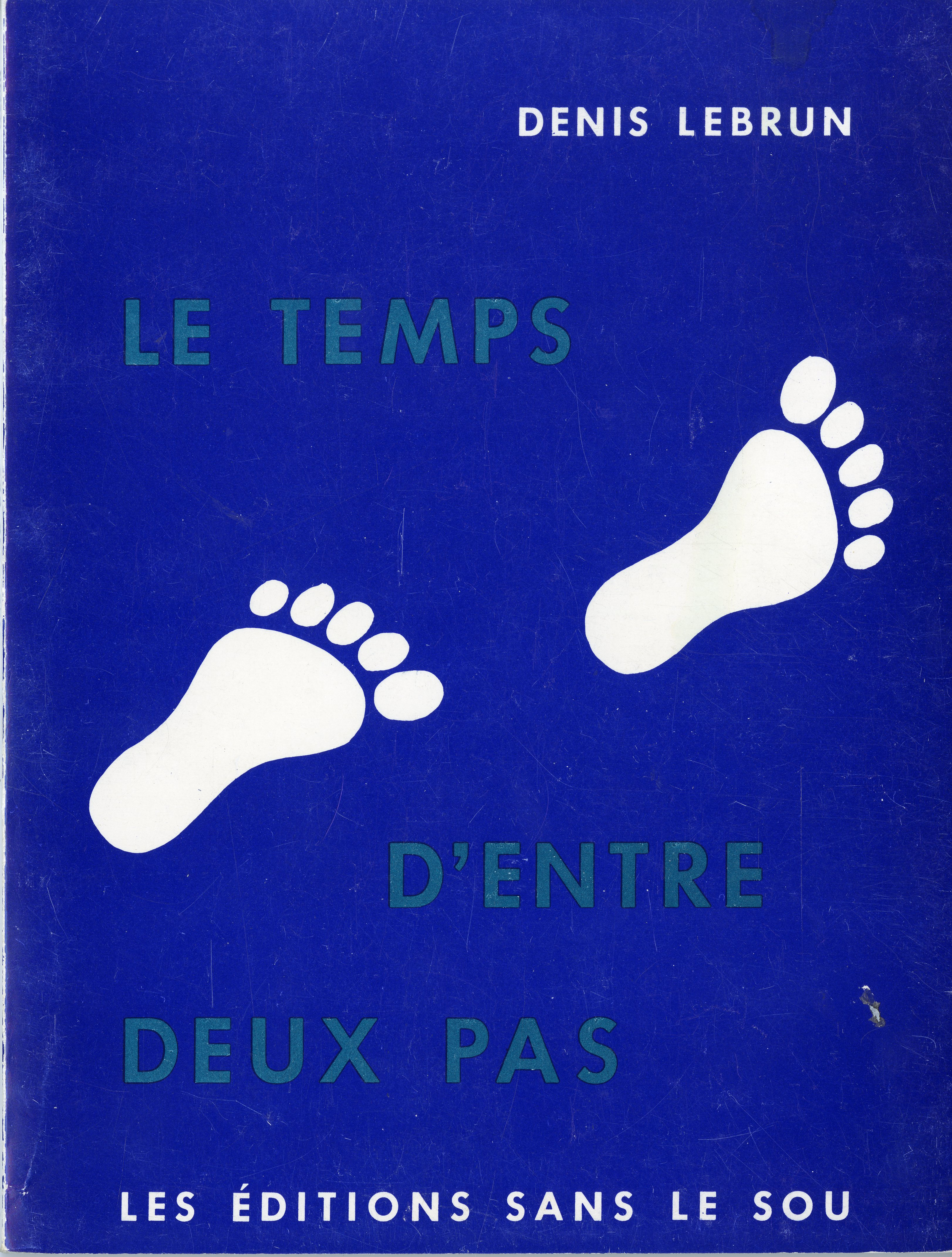
Le Temps d'entre deux pas, par Denis Lebrun, 1968

1962 : Les diables ne sont pas tous en enfer (conte de Noël) – Journal Progrès du Saguenay
1963 : Mémoires d’un âne, Journal du même âne (2 chroniques) – L’Alma Mater, Séminaire de Chicoutimi,
1966 : Le Timbre-poste (nouvelle) – Écrits du Canada français no 21
1966 : Du Sable et des cendres (recueil de poésie) – Les Éditions sans le sou
1968 : Le Temps d’entre deux pas (recueil de poésie publié à titre posthume) – Les Éditions sans le sou

## Prix et hommages

### Prix
1961 : 1er prix à CBJ Chicoutimi avec le conte Le Noël de Renart
1962 : 1er prix Concours de contes de Noël du Progrès du Saguenay avec Les diables ne sont pas tous en enfer
1966 : 3e prix au concours des Jeunes Auteurs de Radio-Canada avec Le Timbre-poste

### Hommages
Novembre 1966 : Louise Portal, comédienne et écrivaine, récite un poème de Denis Lebrun, lui rendant hommage lors d’un spectacle des Jeunes Théâtres à Chicoutimi.
2016 : La bibliothèque municipale d’Albanel prend le nom de Bibliothèque Denis-Lebrun, un signe de reconnaissance à l’occasion du 50e anniversaire du décès du poète et auteur ayant marqué son village natal,.
2016 à aujourd’hui : Exposition permanente des œuvres publiées de Denis Lebrun, de sa dactylo, de sa guitare et autres objets cédés par la famille.

## Sources externes

### À voir aussi
La Société d’histoire et de généalogie Maria-Chapdelaine conserve le fonds d’archives de l’auteur, P186 Fonds Denis Lebrun, poète et écrivain, ainsi que celui de la famille, P403 Fonds Louis Lebrun et Jeannine Gobeil, pouvant être consultés au centre d’archives, à Dolbeau-Mistassini.